# Metoxydia
Metoxydia là một chi bướm đêm thuộc họ Geometridae.